# محمد رفعت بورقجي
محمد رفعت بورقجي (بالتركية: Mehmet Rifat Börekçi)‏‏ (29 نوفمبر 1860 في أنقرة - 5 مارس 1941 في أنقرة) هو عالمٌ مسلمٌ تُركي. تولى رئاسة منظمة الشؤون الدينية التركية في الفترة ما بين 1 أبريل 1924 حتى 5 مارس 1941، وتولى بعده محمد شرف الدين يالتقايا.